# Love Can't Wait (canção)
"Love Can't Wait" é uma canção do cantor estadunidense Nick Carter, lançada em 21 de junho de 2011, como um single exclusivo do Canadá e pertencente a seu segundo álbum de estúdio I'm Taking Off. Composta por Carter, Shawn Desman e Tebey e produzida por Desman, a canção recebeu de Carter, a realização de uma competição para músicos amadores remixarem a faixa e a mesma integrar o álbum de remixes I'm Taking Off: Relaunched and Remixed. 
O vídeo musical correspondente de "Love Can't Wait", foi dirigido por Rome e apresenta Carter cantando em um pano de fundo de um sistema de rodovias.

## Faixas e formatos
| Download digital |                   |         |  |
| N.º              | Título            | Duração |  |
| 1.               | "Love Can't Wait" | 3:46    |  |